# Irene Castle
Irene Castle, nata Irene Foote (New Rochelle, 17 aprile 1893 – Eureka Springs, 25 gennaio 1969), è stata una danzatrice e attrice statunitense.
Con il marito Vernon Castle, formò una delle coppie di danzatori più famose nei primi anni del Novecento. Irene fu tra le prime a tagliarsi i capelli in un'epoca dove le donne esibivano lunghe capigliature intoccabili e, con il suo modo di vestire, diventò una vera icona della moda.

## Biografia
Figlia di Annie Elroy Thomas Foote e di Hubert Townsend, un noto medico di New Rochelle, Irene Foote nacque nel 1893. A sette anni, frequentò il convento episcopale di St. Mary, dove studiava già la sorella maggiore Elroy.
Studiò danza e si esibì in compagnie amatoriali. Nel 1909, prima di conoscere Vernon Castle nel 1910 al New Rochelle Rowing Club, cominciò la sua carriera - ancora da dilettante - con l'imitare Bessie McCoy nel suo cavallo di battaglia, la canzone Yama Yama Man. La madre di Irene volle farla partecipare a delle audizioni a Broadway producendosi in quell'imitazione, ma con scarso successo. Vernon - conosciuto a New Rochelle dove abitava la famiglia di Irene - era un attore inglese arrivato negli Stati Uniti nel 1906 che aveva fatto il suo debutto teatrale l'anno seguente, cambiando il suo nome da Blythe a Castle. Con l'aiuto di Vernon, nel 1910, Irene ottenne un'audizione da Lew Fields e il suo primo lavoro da professionista, un piccolo ruolo come ballerina nel lavoro The Summer Widowers. L'anno seguente, i due si sposarono il 28 maggio.

### Vernon e Irene Castle

Vernon e Irene con il loro cane (1910)

Nel 1911, dopo il matrimonio, Irene fece coppia con Vernon. Insieme, si recarono nel 1912 a Parigi per lavorare in una rivista che, però, chiuse i battenti. Trovarono allora lavoro come ballerini al Café de Paris. Un modo di danzare molto personale e il fatto che proponessero le ultime tendenze del ballo, li fece diventare estremamente alla moda. Si ispirarono al ragtime, ballando il Turkey trot e il Grizzly Bear. L'eco del loro successo rimbalzò presto negli Stati Uniti, preparando la via a un loro trionfale ritorno.
Di ritorno a New York, danzarono al Café de l'Opéra. Ebbero un tale successo che il loro compenso iniziale di trecento dollari la settimana venne ben presto raddoppiato. Eleganti, giovani, dalle belle maniere, proposero una serie di danze che affondavano le loro radici nel ragtime o nel ritmo latino, ma che loro rendevano eleganti e accettabili alla società alla moda composta di bianchi, togliendone nel contempo una troppo evidente aggressività sensuale, edulcorandone gli effetti troppo trasgressivi.
Nel 1913, i Castle apparvero in The Sunshine Girl, una rivista prodotta da Charles Frohman. Aprirono anche una scuola di danza, la Castle House che aveva come allievi i ricchi rampolli della borghesia newyorkese e pubblicarono Modern Dancing, un libro sulla danza. Nel 1914, apparvero ancora insieme in Watch Your Step di Irving Berlin al New Amsterdam Theatre.
Irene, con i suoi capelli tagliati corti, la bandana, i cappellini all'olandese e gli abiti che si disegnava da sola, diventò una vera icona della moda, popolarissima e imitatissima. La coppia si divideva tra Manhattan e la tenuta di Long Island dove, entrambi amanti degli animali, potevano tenere liberamente i loro cavalli, le scimmiette e i cani di Vernon.
Scoppiata la guerra, Vernon - che era inglese - volle tornare nel Regno Unito per arruolarsi in aviazione. Irene continuò da sola la carriera artistica, prendendo parte nel 1916 a Patria, un serial patriottico che uscì nel gennaio 1917, distribuito in Italia con il titolo Il servizio segreto. La ultima apparizione di Irene a Broadway fu in Miss 1917.
Vernon, pilota addestratore, morì in un incidente aereo in Texas il 15 febbraio 1918.

### Ultimi anni
Fino al 1922, Irene continuò la sua carriera cinematografica, girando poco meno di una ventina di film. Il 4 maggio 1919 si era risposata con Robert E. Treman, un uomo d'affari di Ithaca. I due divorziarono nel 1923. Il 26 novembre di quello stesso anno, Irene si risposò per la terza volta con Frederic McLaughlin, erede di una fortuna fatta con il caffè. Da quel momento, lasciata ogni attività artistica, si dedicò alla vita di società. Dal matrimonio con McLaughlin nacquero tre figli. Irene che, come Vernon, aveva sempre amato gli animali, fondò Orphans of the Storm, un rifugio per animali abbandonati. Anche il terzo matrimonio finì male: dopo anni di convivenza infelice, Irene - nel 1937 - citò in giudizio il marito per avere il divorzio. La causa fu abbandonata e i due furono poi visti molto raramente insieme. Nel 1944, Irene restò vedova.
Il 26 novembre 1946, si sposò una quarta volta con George Enzinger.

## Spettacoli teatrali
- The Sunshine Girl, libretto di Paul A. Rubens e Cecil Raleigh (Broadway, 3 febbraio 1913)
- Watch Your Step, libretto di Harry B. Smith (Broadway, 8 dicembre 1914)
- Miss 1917, libretto di Guy Bolton e P. G. Wodehouse (Broadway, 5 novembre 1917)

## Filmografia
La filmografia è completa. Quando manca il nome del regista, questo non viene riportato nei titoli

### Attrice
- Patria, regia di Jacques Jaccard, Leopold Wharton e Theodore Wharton (1917)
- Stranded in Arcady, regia di Frank Hall Crane (1917)
- The Mark of Cain, regia di George Fitzmaurice (1917)
- Sylvia of the Secret Service, regia di George Fitzmaurice (1917)
- Vengeance Is Mine, regia di Frank Hall Crane (1917)
- Convict 993, regia di William Parke (1918)
- The Hillcrest Mystery, regia di George Fitzmaurice (1918)
- The Mysterious Client, regia di Fred E. Wright (1918)
- The First Law, regia di Lawrence B. McGill (1918)
- The Girl from Bohemia, regia di Lawrence B. McGill (1918)
- The Common Cause, regia di  J. Stuart Blackton (1919)
- The Firing Line, regia di Charles Maigne (1919)
- The Invisible Bond, regia di Charles Maigne (1919)
- The Amateur Wife, regia di Edward Dillon (1920)
- The Broadway Bride (1921)
- French Heels, regia di Edwin L. Hollywood (1922)
- No Trespassing, regia di Edwin L. Hollywood (1922)
- Slim Shoulders, regia di Alan Crosland (1922)

### Sceneggiatrice, costumista, consulente tecnico
- La vita di Vernon e Irene Castle (The Story of Vernon and Irene Castle) di H.C. Potter - storia, costumi per Miss Rogers (1939)

### Film o documentari dove appare Irene Castle
- The Whirl of Life, regia di Oliver D. Bailey - sé stessa (1915)
- Broadway After Dark, regia di Monta Bell - cameo (1924)
- The Golden Twenties (documentario) - filmati di repertorio (1950)
- The Legend of Rudolph Valentino (documentario), regia di Graeme Ferguson - filmati di repertorio (1961)
- Hollywood on Cayuga (documentario) - filmati di repertorio (1990)